# Nowogród Bobrzański (dawne miasto)
Nowogród Bobrzański (niem. Naumburg am Bober) – wschodnia dzielnica miasta Nowogród Bobrzański (także nazywana Nowogrodem Górnym), położona w województwie lubuskim na prawym brzegu rzeki Bóbr. Dawniej miasto (do 1945). W latach 1945–1987 wieś. W latach 1945–1954 i 1973–1987 siedziba wiejskiej gminy Nowogród Bobrzański.

## Historia
- 1202 – pierwsze wzmianki o grodzie.
- 1217 – Henryk I Brodaty z żoną Jadwigą sprowadził kanoników regularnych św. Augustyna[3] z Flandrii; klasztor został uposażony dochodami ze wsi Popowice, zakonnicy otrzymali także 120 łanów lasu, prawo połowu ryb i stawiania młynów wodnych nad Bobrem[4]
- 1238 – Nowogród Bobrzański otrzymał prawa miejskie[5].
- 1742 – miasto należało do Prus.
- 1877 – odkryto w mieście źródła mineralne i otwarto uzdrowisko.
- 1945 – w wyniku II wojny światowej Nowogród Bobrzański został poważnie zniszczony. Nowogród (a także pobliskie Krzystkowice) utracił prawa miejskie.

Na podstawie dekretu PKWN z 31 sierpnia 1944 zostały utworzone miejsca odosobnienia, więzienia i ośrodki pracy przymusowej dla „hitlerowskich zbrodniarzy oraz zdrajców narodu polskiego”. Obóz pracy nr 121 Ministerstwo Bezpieczeństwa Publicznego utworzyło w Nowogrodzie.
Ze względu na specyficzne położenie względem ośrodków ponadlokalnych Nowogród wyjątkowo często zmieniał przynależność powiatową:
- do 1953 powiat kożuchowski
- 1953–1954 powiat nowosolski[7]
- 1955–1957 powiat żagański[8]
- 1958–1975 powiat zielonogórski[9]

1 stycznia 1988 roku z większej terytorialnie wsi Krzystkowice (823 ha) i mniejszego Nowogrodu Bobrzańskiego (653 ha) utworzono nowe miasto Nowogród Bobrzański (Krzystkowice nie zostały włączone do Nowogrodu, mimo że nowe miasto przejęło nazwę prawobrzeżnego osiedla, a obecny twór jest zlepieńcem dwóch odrębnych organizmów miejskich). Po połączeniu miasto stanowiło przestrzennie niespójną całość (znaczna odległość między osiedlami bez fizycznej styczności). Fakt ten, a także brak integracji społeczności lokalnych stworzyło problemy rozwoju miasta. Ponadto podział ten przebiega przez historycznie utrwaloną granicę Śląska i Łużyc.